# HD 117361
HD 117361，又名BD+51 1847，SAO 28771、HR 5083，是一颗恒星，视星等为6.43，位于銀經108.68，銀緯65.36，其B1900.0坐标为赤經13h 24m 38.9s，赤緯+51° 65.36′ 17″。